# Marokkaanse rial
De Marokkaanse rial was de munteenheid van Marokko tussen 1882 en 1921. Het was onderverdeeld in 10 dirhams, elk van 50 mazuna's.

## Geschiedenis
De rial werd geïntroduceerd toen Marokko in 1882 een moderne muntstijl invoerde. Het verving een systeem dat bestond uit koperen falus, zilveren dirham en gouden benduqi.
In Spaans-Marokko werd de rial in 1912 vervangen door de Spaanse peseta tegen een tarief van 1 rial = 5 peseta's.
In Frans-Marokko werd de rial in 1921 vervangen door de Marokkaanse frank tegen een koers van 1 rial = 10 frank.

## Munten
In 1882 werden zilveren munten van 1⁄2, 1, 21⁄2 en 5 dirham en 1 rial uitgegeven, terwijl in 1902 bronzen 1, 2, 5 en 10 mazuna's werden geïntroduceerd. Hoewel er verschillende ontwerpwijzigingen waren, bleven deze coupures verder ongewijzigd tot 1921.

## Bankbiljetten
Het enige papiergeld dat in rial werd uitgegeven, werd tussen 1910 en 1917 uitgegeven door de Staatsbank van Marokko. Deze werden ook uitgedrukt in franken, met coupures van 4 rial (40 frank) en 20 rial (200 frank).